# Gjinaj
Gjinaj – wieś położona w północnej części Albanii w gminie Gjinaj. Wieś znajduje się 102 kilometrów od stolicy państwa, Tirany.

## Demografia
Według spisu ludności z 1989 roku we wsi Gjinaj mieszkało 689 mieszkańców.